# Лук алайский
Лук ала́йский (лат. Allium alaicum) — многолетнее травянистое растение, вид рода Лук (Allium) семейства Луковые (Alliaceae).

## Распространение и экология
В природе ареал вида охватывает Памиро-Алай. Эндемик.
Произрастает на щебнистых почвах.

## Ботаническое описание
Луковица яйцевидно-шаровидная, диаметром 1—1,5 см; оболочки бумагообразные, черновато-серые, несколько расщепляющиеся. Стебель высотой 30—70 см, от выступающих жилок ребристый, голый или с назад отогнутыми длинными волосками.
Листья в числе одного—двух, шириной 5—17 мм, линейно-ланцетные или линейные, острые, в 2—3 раза короче стебля, с обеих сторон с длинными назад обращенными волосками, иногда почти мохнатые, реже почти голые.
Чехол в два—два с половиной раза короче зонтика, коротко заострённый. Зонтик пучковато-полушаровидный, реже шаровидный, многоцветковый, рыхлый. Цветоножки в два—три раза длиннее околоцветника, равные, при основании без прицветников. Листочки звёздчатого околоцветника светло-фиолетовые с более тёмной жилкой, линейные, туповатые, позднее вниз отогнутые, скрученные, длиной около 6 мм. Нити тычинок приблизительно равны листочкам околоцветника, при основании с околоцветником сросшиеся, между собой свободные, внезапно шиловидные. Завязь на короткой ножке, шероховатая.
Коробочка яйцевидно-шаровидная, диаметром около 4 мм.

## Таксономия
Вид Лук алайский входит в род Лук (Allium) семейства Луковые (Alliaceae) порядка Спаржецветные (Asparagales).
|  |                                      |  |                                                             |                                                             |                   |  | ещё 24 семейства (согласно Системе APG II) | ещё 24 семейства (согласно Системе APG II) |                     |  |  |  | ещё более 870 видов |
|  |                                      |  |                                                             |                                                             |                   |  | ещё 24 семейства (согласно Системе APG II) | ещё 24 семейства (согласно Системе APG II) |                     |  |  |  | ещё более 870 видов |
|  |                                      |  |                                                             | порядок Спаржецветные                                       |                   |  |                                            |                                            | род Лук             |  |  |  |                     |
|  |                                      |  |                                                             | порядок Спаржецветные                                       |                   |  |                                            |                                            | род Лук             |  |  |  |                     |
|  | отдел Цветковые, или Покрытосеменные |  |                                                             |                                                             | семейство Луковые |  |                                            |                                            | вид Лук алайский    |  |  |  |                     |
|  | отдел Цветковые, или Покрытосеменные |  |                                                             |                                                             | семейство Луковые |  |                                            |                                            |                     |  |  |  |                     |
|  |                                      |  | ещё 44 порядка цветковых растений (согласно Системе APG II) | ещё 44 порядка цветковых растений (согласно Системе APG II) |                   |  |                                            | ещё около 300 родов                        | ещё около 300 родов |  |  |  |                     |
|  |                                      |  |                                                             | ещё 44 порядка цветковых растений (согласно Системе APG II) |                   |  |                                            |                                            | ещё около 300 родов |  |  |  |                     |